# Los Modelos (cómic)
Los Modelos son uno de los equipos de mutantes en la serie de cómics de los Nuevos X-Men: Academia X, en el Universo Marvel. Son estudiantes del Instituto Xavier y son instruidos por miembros de los X-Men. Los colores del escuadrón son verde, rosa y negro.
Son asesorados inicialmente por Wolfsbane/Loba Venenosa, miembro de los Nuevos Mutantes originales. Esta estará involucrada en un escándalo cuando su relación romántica con el estudiante Elixir salga a la luz. Decidirá salir de la escuela antes de que tengan oportunidad de despedirla. Magma será asignada como nueva asesora del escuadrón.
Todos los escuadrones del Instituto Xavier serán disueltos después del "Día M" y se formará un solo grupo.

## Miembros
Los miembros de Los Modelos fueron:
- DJ (Mark Sheppard) - Antes de su pérdida de poderes después del "Día M", Mark podía convertir diferentes tipos de música en diversas formas de energía que podía manipular a su voluntad. Sus habilidades no son totalmente exploradas y nunca son mostradas. Muere en el autobús que es atacado por William Stryker en los Nuevos X-Men vol.2, #23 (abril de 2006).

- Cerilla/Match (Ben Hamill) - Ben es el líder de Los Modelos. Su habilidad mutante es la piroquinesis, permitiéndole producir y manipular el fuego. Como efecto secundario su cabeza siempre está en llamas con fuego a bajo temperatura y su cuerpo brilla constantemente. Además, él es aparentemente inmune al fuego y a las altas temperaturas. Es uno de los 27 estudiantes del Instituto Xavier que conservan sus poderes después del "Día M". Actualmente es estudiante de la Escuela Jean Grey de Aprendizaje Superior (una renovación del Instituto Xavier).

- Hada/Pixie (Megan Gwynn) - Megan posee alas de mariposa en la espalda que le permiten volar. Además, excreta lo que ella llama su "polvo mágico" que provoca alucinaciones en sus enemigos. Es una de los 27 estudiantes del Instituto Xavier que conservan sus poderes después del "Día M". Actualmente es estudiante de la Escuela Jean Grey de Aprendizaje Superior (una renovación del Instituto Xavier).

- Avance/Preview (Jessica Vale) - Jessie posee visión premonitoria. Esto le permite ver visiones del futuro. Sus poderes sólo le permiten presenciar visiones del futuro con minutos de antelación. Pierde los poderes después del "Día M". No estará a bordo del autobús destruido por Stryker, pero su hermana Sarah si.

- Trance (Hope Abbott) - Hope es capaz de proyectar una forma astral única que puede viajar a largas distancias fuera de su cuerpo además de volar, evitar lesiones físicas, atravesar objetos y provocar explosiones de energía. También puede percibir auras y patrones de energía que son invisibles a simple vista. Es una de los 27 estudiantes del instituto que conservan sus poderes después del "Día M". Actualmente es estudiante de la Escuela Jean Grey de Aprendizaje Superior (una renovación del Instituto Xavier).

- Cachorro/Wolf Cub (Nicholas Gleason) - Nicholas posee una forma de hombre lobo permanente que le otorga una mayor fuerza, velocidad, agilidad, resistencia y sentidos agudizados. Además Gleason tiene dientes y garras afiladas. Es uno de los 27 estudiantes del Instituto Xavier que conservan sus poderes después del "Día M". Más tarde será asesinado por Donald Pierce.[4]